# Isolona pleurocarpa
Espèce
Synonymes
- Isolona bruneelii De Wild.[2]
- Isolona leucantha Diels[2]
- Isolona pleurocarpa Diels[2]
- Isolona sereti De Wild.[2]
- Monodora hexaloba Pierre[2]

Statut de conservation UICN

 EN  : En danger
Isolona pleurocarpa Diels est une espèce de plantes à fleurs de la famille des Annonaceae et du genre Isolona. C4est un arbre présent en Afrique tropicale.

## Description
C'est un arbre moyen à grand pouvant atteindre 30 m de hauteur.

## Distribution
Subendémique, mais commune, l'espèce a été observée principalement au Cameroun dans deux régions (Sud-Ouest et Sud), également au sud-est du Nigeria.

## Liste des sous-espèces
Selon Tropicos (14 janvier 2018) :
- sous-espèce Isolona pleurocarpa subsp. nigerica Keay